# Stadtbus Bruchsal
Die Stadtbusverkehr Bruchsal GmbH betreibt den öffentlichen Personennahverkehr in Bruchsal und seinen Stadtteilen. Sie ist eine Tochter der Stadtwerke Bruchsal GmbH und in den Karlsruher Verkehrsverbund (KVV) integriert.

## Betrieb
Aufgenommen wurde der Betrieb im September 2000. Der als MAX bezeichnete Stadtbus verkehrt dabei in einem Rendezvous-System. Hierfür wurde auf der Verbindungsachse zwischen Innenstadt und Bahnhof ein zentraler Umsteigeknoten errichtet, das Rendezvous.

## Linien
Die fünf Linien verkehren montags bis samstags von ca. 6:00 Uhr – 19:30 Uhr. Drei dieser Linien bedienen Ziele in der Kernstadt, die übrigen beiden stellen als gegenläufige Ringlinien eine Verbindung zu den Stadtteilen her. Das Rendezvous wird von den innerstädtischen Buslinien im 30-Minuten-Takt angefahren. Die Verbindungen aus den Stadtteilen bedienen es aufgrund des längeren Fahrweges stündlich. Außerhalb der Betriebszeiten besteht die Möglichkeit, das Anruf-Sammel-Taxi zu nutzen.
| Linie 180 | Südstadt – Rendezvous                                                                       |
| Linie 181 | Weiherberg – Rendezvous                                                                     |
| Linie 182 | Am Mantel – Rendezvous – Krankenhaus                                                        |
| Linie 183 | Am Mantel – Rendezvous - Augsteiner                                                         |
| Linie 185 | Rendezvous – Heidelsheim – Helmsheim – Obergrombach – Untergrombach – Büchenau – Rendezvous |
| Linie 186 | Rendezvous – Büchenau – Untergrombach – Obergrombach – Helmsheim – Heidelsheim – Rendezvous |

## Fuhrpark
Der Fuhrpark der Stadtbusverkehr Bruchsal GmbH umfasst derzeit insgesamt neun Fahrzeuge, darunter acht Solobusse vom Typ IVECO, und ein Solobus vom Typ MAN Lions City. Alle Busse sind niederflurig und verfügen an der hinteren Einstiegstür über eine Klapprampe für mobilitätseingeschränkte Personen. Außerdem ist es über Kneeling möglich, die Fahrzeuge auf der Einstiegsseite abzusenken, um den Fahrgästen das Einsteigen zu erleichtern.

Das Rendezvous im Jahre 2005
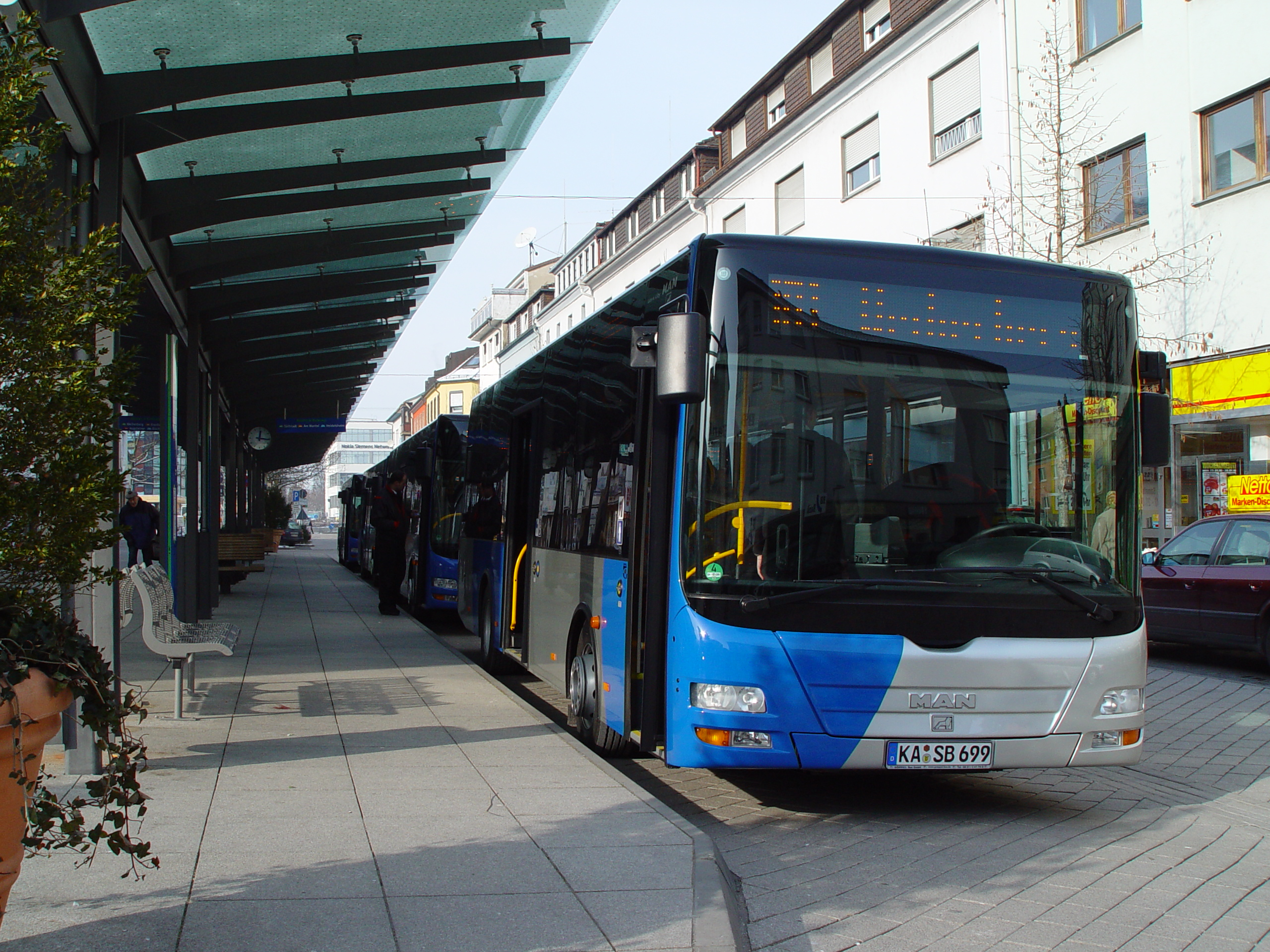
MAN Lion’s City M am Rendezvous